# 伊利安·米霍夫
伊利安·米霍夫（1966年—）是一位保加利亚经济学家，同时为欧洲工商管理学院经济和商业转型学院的院长及主讲教授。

## 早年生活和教育
伊利安·米霍夫1966年出生于保加利亚西南部索菲亚州的萨莫科夫镇。他毕业于南卡罗莱纳大学摩尔商学院，并在普林斯顿大学获得经济学博士学位，他的论文导师是曾任美国联邦储备委员会主席的本·伯南克。伊利安·米霍夫于1996年加入欧洲工商管理学院，2013年起被任命为院长。

## 职业生涯
伊利安·米霍夫曾发表了关于宏观经济问题，关于货币政策、财政政策和经济增长的研究。他是学术机构“经济政策研究中心”（CEPR）的研究员。经济政策研究中心（CEPR）由伦敦商学院理查德·波兹（Richard Portes）教授创建。
2010年，在担任保加利亚政府经济顾问后，有保加利亚媒体报道伊利安·米霍夫被保加利亚总理博伊科·鲍里索夫(Boyko Borisov)任命为保加利亚副总理，负责保加利亚加入欧元区的尝试和争取欧盟资金，但事实上伊利安·米霍夫从未被任命为副总理，也从未出任过副总理职务。他曾是法国央行研究基金会科学委员会、保加利亚国家银行咨询委员会和世界经济论坛全球议程委员会的成员。
2018年，伊利安·米霍夫被联合国新加坡妇女委员会评为“男性促进女性权利”领导人。

## 个人生活
伊利安·米霍夫目前定居新加坡。

## 争议

### 厚益野鸡机构-128万天价学费事件
北京大学于2018年7月12日发布官方声明，声明称北京大学与“北京北大后工商管理促进会”无任何合作；崔巍非北大教职员工；北大保留追究侵犯北大商标权的行为。2018年8月，中国网及新浪先后对“北京北大后工商管理促进会”进行调查及报道“北大打假将满一月仍有野鸡机构借其名开设天价培训班”。
2018年11月23日，伊利安·米霍夫代表欧洲工商管理学院（INSEAD）与崔巍代表的厚益高等教育研究院签署了为期5年的战略合作协议。双方合作推出天价学费128万元人民币的"INSEAD后E-引领未来商业领袖” 项目。
2018年12月，有学生向欧洲工商管理学院（INSEAD）伊利安·米霍夫院长通报了有关厚益高等教育研究院极其创始人崔巍的一些情况。目前"INSEAD后E-引领未来商业领袖"项目仍在招生。

## 外部連結
- 欧洲工商管理学院（INSEAD）- 伊利安·米霍夫 （页面存档备份，存于）（英文）